# Wydział Biotechnologii Uniwersytetu Rzeszowskiego
Wydział Biotechnologii Uniwersytetu Rzeszowskiego – jeden z czterech wydziałów Collegium Medicum Uniwersytetu Rzeszowskiego.

## Historia
Instytut Biotechnologii powstał 1 kwietnia 2023 roku na mocy decyzji Senatu Uniwersytetu Rzeszowskiego, w wyniku której istniejący Instytut Biologii i Biotechnologii został podzielony na dwa Instytuty: Biologii oraz Biotechnologii. Od 1 stycznia 2025 roku, na mocy Statutu UR, jednostka funkcjonuje jako Wydział.

## Władze Wydziału
Od 1 stycznia 2025:
| Stanowisko                 | Imię i nazwisko                        |
| -------------------------- | -------------------------------------- |
| Dziekan                    | dr hab. Justyna Ruchała                |
| Prodziekan ds. Nauki       | prof. dr hab. Maciej Wnuk              |
| Prodziekan ds. Studenckich | dr hab. inż. Magdalena Słowik-Borowiec |

## Struktura organizacyjna
Wydział nie posiada wewnętrznej struktury organizacyjnej i nie jest podzielony na zakłady lub pracownie.
Samodzielni pracownicy naukowi:
- prof. dr hab. Grzegorz Chrzanowski
- prof. dr hab. Anna Koziorowska
- prof. dr hab. Marek Koziorowski
- prof. dr hab. Robert Pązik
- prof. dr hab. Maria Słomczyńska
- prof. dr hab. Andriy Sybirnyy
- prof. dr hab. Nataliia Sybirna
- prof. dr hab. Maciej Wnuk
- dr hab. Małgorzata Kus-Liśkiewicz
- dr hab. Anna Lewińska
- dr hab. Justyna Ruchała
- dr hab. inż. Ewa Szpyrka
- dr hab. inż. Magdalena Słowik-Borowiec